# Actinodaphne macroptera
Actinodaphne macroptera är en lagerväxtart som beskrevs av Friedrich Anton Wilhelm Miquel. Actinodaphne macroptera ingår i släktet Actinodaphne och familjen lagerväxter. Inga underarter finns listade i Catalogue of Life.